# Vlodavetsita
La vlodavetsita és un mineral de la classe dels sulfats. Anomenada així per V. I. Vlodavets, un vulcanòleg rus, el qual va fundat l'estació vulcanològica de Kamchatka.

## Classificació
Segons la classificació de Nickel-Strunz, la vlodavetsita pertany a «07.DF - Sulfats (selenats, etc.) amb anions addicionals, amb H₂O, amb cations de mida mitjana i grans» juntament amb els següents minerals: uklonskovita, caïnita, natrocalcita, metasideronatrita, sideronatrita, despujolsita, fleischerita, schaurteïta, mallestigita, slavikita, metavoltina, peretaïta, lannonita, gordaïta, clairita, arzrunita, elyita, yecoraïta, riomarinaïta, dukeïta i xocolatlita.

## Característiques
La vlodavetsita és un sulfat de fórmula química AlCa₂(SO₄)₂F₂Cl·4H₂O. Cristal·litza en el sistema tetragonal.

## Formació i jaciments
Es forma com a producte d'exhalacions de fumaroles a temperatures inferiors als 100 °C. Ha estat descrita a Lipari (Itàlia) i a Rússia, en tots dos casos en contextos volcànics. Es troba associada a guix, sel·laïta, bischofita, hidrofil·lita i espinel·la.